# Provincias Unidas de Italia Central
Las Provincias Unidas de Italia Central, también conocida como Confederación de Italia Central o Gobierno General de Italia Central, fue un gobierno militar de corta duración establecido por el Reino de Piamonte-Cerdeña. Fue formado por una unión del antiguo Gran Ducado de Toscana, el Ducado de Parma, el Ducado de Módena y Reggio y (Bolonia, Ferrara, Forlì y Rávena) de los Estados Pontificios, después de que sus monarcas fueron derrocados por las revoluciones populares.
Desde agosto de 1859, los regímenes propiamonteses de Toscana, Parma, Módena y las Legaciones papales de la Romaña acordaron varios tratados militares. El 7 de noviembre de 1859, eligieron a Eugenio Emanuele di Savoia-Carignano como su regente. Sin embargo, el rey Víctor Manuel II de Saboya, que se alió a Francia y reclamó una contraparte, se negó a respaldar las elecciones y envió a Carlo Bon Compagni como el Gobernador General de Italia Central, quien era responsable de los asuntos diplomáticos y militares del estados.
El 8 de diciembre de 1859, Parma, Módena y las Legaciones papales se incorporaron a las Provincias Reales de Emilia. Después de que se celebraran los plebiscitos durante marzo de 1860, y se concediera a Francia Niza y Saboya, el territorio se anexó formalmente a Piamonte-Cerdeña.